# 胡以溫
胡以温（1624年—？），字公峤，直隸宣府鎮（今河北宣化）人，清朝政治人物、進士出身。

## 生平
顺治三年（1646年），考中进士，授江西樂安縣知县，后被议罢职。